# A Love Supreme
《A Love Supreme》은 미국의 재즈 색소폰 연주자 존 콜트레인의 음반이다. 그는 1964년 12월 9일 뉴저지주 잉글우드 클리프의 밴 겔더 스튜디오에서 피아니스트 맥코이 타이너, 베이시스트 지미 게리슨, 드러머 엘빈 존스가 참여한 4인조를 이끌며 한 세션으로 녹음했다.
《A Love Supreme》은 1965년 1월 임펄스! 레코드에 의해 발매되었다. 콜트레인의 베스트셀러 음반 중 하나로, 그의 걸작으로 널리 여겨진다.

## 구성
《A Love Supreme》은 〈Acknowledgement〉(음반에 이름을 부여하는 구술 구호도 포함), 〈Resolution〉, 〈Pursuance〉, 〈Psalm〉의 네 부분으로 구성된 모음곡이다. 콜트레인은 테너 색소폰을 모든 부분에서 연주한다. 한 비평가는 이 음반이 순수함을 위한 투쟁, 감사의 표현, 그리고 이 음악가의 재능이 더 높은 힘으로부터 온다는 인정을 표현하기 위한 의도였다고 썼다. 롱아일랜드 딕스 힐스에 있는 콜트레인의 집이 음반에 영감을 주었을지도 모른다. 또 다른 영향으로는 아흐마드파 이슬람이 있었을 것이다.
이 음반은 첫 번째 트랙인 〈Acknowledgement〉에서 공과 심벌즈를 울리는 소리와 함께 시작한다. 지미 게리슨은 이 활동의 토대를 이루는 4음표 모티브를 모티브로 더블베이스를 연주한다. 콜트레인이 솔로를 시작한다. 그는 네 음을 36번 반복할 때까지 모티브로 변주곡을 연주한다. 이 모티브는 콜트레인이 오버더빙을 통해 열아홉 번 부른 "최고의 사랑(a love supreme)"라는 성가가 된다. 《롤링 스톤》에 따르면, 이 운동의 4가지 주제는 "모음곡의 초라한 기초"이다.
《A Love Supreme》은 《록델룩스》에 의해 모즐 재즈, 아방가르드 재즈, 프리 재즈, 하드 밥, 포스트밥으로 분류되었다.

## 반응
| 전문가 평가                          | 전문가 평가 |
| 평가 점수                            | 평가 점수   |
| 출처                                 | 점수        |
| ------------------------------------ | ----------- |
| All About Jazz                       | [ 7 ]       |
| AllMusic                             | [ 8 ]       |
| And It Don't Stop                    | A–          |
| Down Beat                            | [ 9 ]       |
| Encyclopedia of Popular Music        | [ 10 ]      |
| MusicHound Jazz                      | 5/5         |
| The Penguin Guide to Jazz Recordings | [ 12 ]      |
| Q                                    | [ 13 ]      |
| The Rolling Stone Album Guide        | [ 14 ]      |
| Tom Hull – on the Web                | A+          |

1965년 1월 임펄스! 레코드에 의해 발매된 《A Love Supreme》은 가장 호평을 받는 재즈 음반 중 하나가 되었고, 동시대의 비평가들은 이것을 전후 재즈의 중요한 음반 중 하나라고 환영했다. 1970년까지 이 음반은 약 50만 장이 팔렸는데, 비록 빌보드 200 차트에는 오르지 못했지만 이는 콜트레인의 평소 판매량인 3만 장을 훨씬 상회하는 수치이다. 로버트 크리스트가우는 "콜트레인이 일본에서 가장 사랑하는 음반"이라고 덧붙였다.

## 곡 목록
모든 곡들은 존 콜트레인에 의해 작곡하였다.
| #  | 제목                        | 재생 시간 |
| -- | --------------------------- | --------- |
| 1. | 〈Part 1: Acknowledgement〉 | 7:47      |
| 2. | 〈Part 2: Resolution〉      | 7:22      |

| #  | 제목                                  | 재생 시간 |
| -- | ------------------------------------- | --------- |
| 1. | 〈Part 3: Pursuance / Part 4: Psalm〉 | 17:53     |

## 인증
| 국가                                                                                         | 인증 | 판매량/출하량 |
| -------------------------------------------------------------------------------------------- | ---- | ------------- |
| 이탈리아 (FIMI)                                                                              | 골드 | 25,000*       |
| 영국 (BPI)                                                                                   | 골드 | 100,000       |
| 미국 (RIAA)                                                                                  | 골드 | 500,000^      |
| *판매량을 기반으로 한 인증 · ^출하량을 기반으로 한 인증 · 판매량+스트리밍을 기반으로 한 인증 |      |               |

## 같이 보기
- 콘셉트 음반